# Rafaelillo
Rafael Rubio Luján conocido artísticamente como Rafaelillo (Murcia, España, 16 de julio de 1979),  es un torero español caracterizado por la lidia de toros procedentes de ganaderías consideradas duras, siendo un torero que ha desarrollado un oficio y una capacidad delante de estos toros que le ha hecho acreedor de la consideración de auténtico maestro de la Tauromaquia. Tomó la alternativa en su ciudad natal el 14 de septiembre de 1996 de manos de Enrique Ponce y Francisco Rivera Ordóñez como testigo.

## Biografía

### Inicios
Rafael Rubio Luján nació en Murcia el 16 de julio de 1979. Desde temprana edad ingresó en la escuela taurina de su ciudad y a los once años se marchó hacia Jaén para iniciar su carrera como torero bajo el adiestramiento del apoderado de Enrique Ponce.

## Carrera
Debutó con picadores el 26 de febrero de 1995 en Nimes, compartiendo cartel con José Tomás y Lusito. Comenzó a torear muy joven, y con tal fluidez delante de los novillos, hasta el punto de ser llamado "niño prodigio".
Luego fue figura de los novilleros y tras tomar la alternativa en 1996 llegaron los años de menos festejos en su carrera, hasta que incluso transcurrieron varios años sin lidiar. Todo eso lo remontó años más tarde como consecuencia de su gran triunfo en la confirmación de alternativa en Las Ventas de Madrid y sus triunfos reiterados posteriormente en esa plaza y en otras de las más importantes del planeta de los toros. Sobre todo, en la Monumental de Pamplona y en ruedos franceses, donde goza de gran predicamento.

### Alternativa
El 14 de septiembre de 1996 realizó su doctorado en la ciudad de Murcia y contó con la participación de Enrique Ponce como padrino y Francisco Rivera Ordóñez como testigo. El toro de su alternativa de nombre Opereto procedente de la ganadería brava de Salvador Domecq y le cortó una oreja.

### Confirmación
El 27 de julio de 2003 realizó su confirmación en la plaza de toros Las Ventas, con reses procedentes de la ganadería El Jaral de la Mira, y se le concedió por el resultado de su faena al toro de nombre Rabioso una vuelta al ruedo. Su padrino fue Alberto Ramírez y el testigo del festejo fue López-Chaves.
El 27 de mayo de 2007 confirmó su alternativa en Nimes, con toros de la ganadería de Hubert Yonnet, y con Denis Loré como padrino y Juan José Padilla como testigo.
El 30 de abril de 2011 recibió el galardón de Brujo del Año que otorga la Federación de Peñas Festeras de Alcantarilla con motivo de las Fiestas de la Bruja, declaradas de Interés Turístico Regional.

## Otras curiosidades
Rafaelillo colabora y participa en eventos culturales que giran en torno al mundo taurino, como por ejemplo, las Jornadas sobre Ganado de Lidia y Tauromaquia de Pamplona.